# Resnik
Resnik je razloženo hribovsko naselje  v Občini Zreče, na južnem, prisojnem pobočju Pohorja, med Skomarjem na zahodu in Padeškim Vrhom ter Planino na vzhodu.
Naselje leži pod Roglo (1517 mnm), kjer je turistični center. Resnik od Skomarja ločuje potok Ločnica. Samotne kmetije se nahajajo na dveh pobočjih v povirju Dravinje. Na južnem koncu zahodnega slemena stoji podružnična cerkev sv. Jakoba iz 16. stoletja.
Ime naselja se izgovarja Resník, torej je naglas na zadnjem zlogu. Prebivalci se imenujejo Resníčani in Resníčanke, pridevnik je resníški, saj so domačini v nekem smislu lastniki toponima, s tem pa tudi poimenovanja krajanov, torej sebe, v skladu s tradicijo in utečeno rabo, neoziraje se na veljavna pravopisna pravila.
Pravopisna sklanjatev je »na Resniku« vendar je med domačini utečena raba »v Resnik« in »iz Resnika«. »Na Resnik« pa je v uporabi med prebivalci nižje ležečih krajev, ki res morajo priti gor, na višje. 

## Etimologija
Naselje je najverjetneje dobilo ime po vresju, bolj običajno resju, (lat. Erica Cornea), ki ga je bilo vsaj nekoč tod veliko.

## Resnik danes
Domačini se preživljajo s kmetijstvom, skrbijo za gozdove, nekateri opravljajo z lesom povezane dejavnosti, veliko jih je zaposlenih v Zrečah ali na Rogli.  Ob lokalni cesti proti cerkvi sv. Jakoba je v zadnjih desetletjih zraslo naselje manjših, večinoma počitniških hišic, pomemben je turizem, v krajevni skupnosti delujejo vsaj tri turistične kmetije. 
V kraju deluje turistično društvo, aktivno je Prostovoljno gasilsko društvo Gorenje, okoliški gozdovi pa predstavljajo revir Lovske družine Zreče. 
. 

### Skumavčevi likovni dnevi na Resniku
Skumavčevi likovni dnevi na Resniku so likovna kolonija, ki je nasledila Likovna druženja na Resniku (2008-2012). Namen kolonije je z umetniškimi deli ohranjati pesniško izročilo pohorskega pesnika Jurija Vodovnika, njegov lik in okolje, v katerem je pesnik živel in pesnil. Kolonija se imenuje po Marjanu Skumavcu, akademskemu slikarju, ki je organizatorjem pomagal ustanoviti kolonijo in na njej prva štiri leta tudi aktivno sodeloval. Kulturno središče naselja predstavlja Dom krajanov, kjer so domačini pokojnemu slikarju postavili spominsko obeležje.

## Z Resnikom povezane osebnosti
- Jurij Vodovnik, ljudski pesnik, pripovednik
- Marjan Skumavc, akademski slikar